# Jacksonville Jaguars 2025
La stagione 2025 dei Jacksonville Jaguars sarà la 31ª della franchigia nella National Football League e la prima con Liam Coen come capo-allenatore.

## Scelte nel Draft 2025

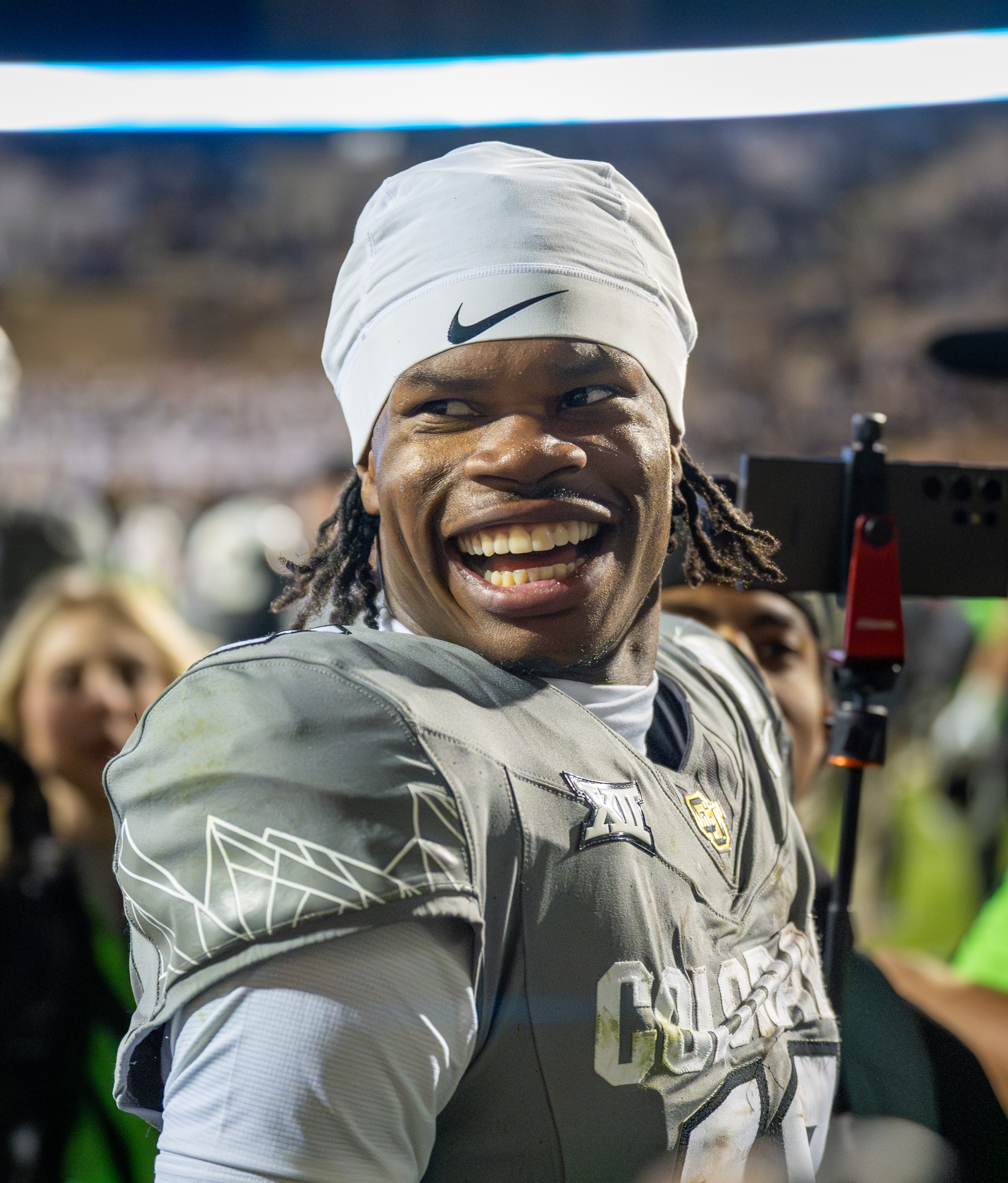
La seconda scelta assoluta del Draft 2025 Travis Hunter

| Scelte dei Jaguars nel Draft 2025 |                                |                                  |                                  |                                  |              |
| Giro                              | Scelta                         | Giocatore                        | Ruolo                            | College                          | Note         |
| 1                                 | 2                              | Travis Hunter                    | CB/WR                            | Colorado                         | da Cleveland |
| 1                                 | 5                              | Scambiata con i Cleveland Browns | Scambiata con i Cleveland Browns | Scambiata con i Cleveland Browns |              |
| 2                                 | 36                             | Scambiata con i Cleveland Browns | Scambiata con i Cleveland Browns | Scambiata con i Cleveland Browns |              |
| 4                                 | 70                             | Scambiata con i Detroit Lions    | Scambiata con i Detroit Lions    | Scambiata con i Detroit Lions    |              |
| 4                                 | 88                             | Caleb Ransaw                     | CB                               | Tulane                           | da Minnesota |
| 4                                 | 89                             | Wyatt Milum                      | G                                | West Virginia                    | da Houston   |
| 102                               | Scambiata con i Houston Texans | Scambiata con i Houston Texans   | Scambiata con i Houston Texans   | da Detroit                       |              |
| 4                                 | 104                            | Bhayshul Tuten                   | RB                               | Virginia Tech                    | da Cleveland |
| 4                                 | 107                            | Jack Kiser                       | LB                               | Notre Dame                       |              |
| 4                                 | 126                            | Scambiata con i Cleveland Browns | Scambiata con i Cleveland Browns | Scambiata con i Cleveland Browns | da Minnesota |
| 5                                 | Da def.                        | Scambiata con i Houston Texans   | Scambiata con i Houston Texans   | Scambiata con i Houston Texans   |              |
| 6                                 | 182                            | Scambiata con i Detroit Lions    | Scambiata con i Detroit Lions    | Scambiata con i Detroit Lions    |              |
| 6                                 | 192                            | Jalen McLeod                     | LB                               | Auburn                           | da Seattle   |
| 6                                 | 200                            | Rayuan Lane                      | S                                | Navy                             | da Cleveland |
| 7                                 | 221                            | Joanh Monheim                    | C                                | USC                              |              |
| 7                                 | 236                            | LeQuint Allen                    | RB                               | Syracuse                         | da Houston   |

## Staff
| Staff dei Jacksonville Jaguars |
| --- |
| Organi dirigenziali - Proprietario – Shahid Khan - Presidente – Mark Lamping - Vice-presidente esecutivo – Tony Boselli - General manager – James Gladstone - Direttore degli osservatori del college – Michael Davis - Assistente direttore degli osservatori del college – John Stevenson - Direttore del personale dei giocatori – Regis Eller - Direttore del personale professionistico – DeJuan Polk Capo allenatore - Liam Coen Altri allenatori - Preparatore atletico – Eric Ciano - Assistente p.a. – Paul Jackson - Assistente p.a. – Lanier Coleman Allenatori dell'attacco - Coordinatore offensivo – Grant Udinski - Coordinatore gioco sui passaggi – Shane Waldron - Quarterback – Spencer Whipple - Running back – Chad Morton - Wide receiver – Edgar Bennett - Assistente wide receiver – Tyler Tettleton - Tight end – Richard Angulo - Offensive line – Shaun Sarrett - Assistente offensive line / run game specialist – Keli'i Kekuewa - Specialista gioco sui passaggi – John Van Dam - Assistente attacco – Trevor Mendelson - Assistente attacco – Fred Walker Allenatori della difesa - Coordinatore difensivo – Anthony Campanile - Defensive line – Matt Edwards - Assistente defensive line – Derrick LeBlanc - Linebacker – Tem Lukabu - Assistente linebacker – Kevin Wilkins - Secondaria – Ron Milus - Defensive back – Anthony Perkins - Assistente defensive back – Drew Lascari - Assistente difesa senior - Bill Sheridan - Assistente difesa – Mario Jeberaeel Allenatori dello special team - Coordinatore dello special team – Heath Farwell - Assistente special team – Luke Thompson |

## Roster
| Roster dei Jacksonville Jaguars |
| --- |
| Quarterback - 19 Seth Henigan - 16 Trevor Lawrence - 14 Nick Mullens - 18 John Wolford Running Back - 36 LeQuint Allen - 4 Tank Bigsby - 1 Travis Etienne - 38 Ja'Quinden Jackson - 31 Keilan Robinson - 33 Bhayshul Tuten Wide Receiver - 15 Chandler Brayboy - 17 Cam Camper - 5 Dyami Brown - 80 Joshua Cephus - 87 J.J. Jones - 88 Darius Lassiter - 10 Eli Pancol - 13 Dorian Singer - 7 Brian Thomas Jr. - 81 Austin Trammell - 11 Parker Washington - 83 David White Jr. - 89 Louis Rees-Zammit Tight End - 49 Shawn Bowman - 43 John Copenhaver - 47 Patrick Herbert - 84 Hunter Long - 45 Quintin Morris - 86 Johnny Mundt - 85 Brenton Strange Offensive Linemen - 76 Ezra Cleveland G - 78 Dennis Daley LT - 55 Chuma Edoga G - 79 Luke Fortner C - 62 Javon Foster T - 73 Robert Hainsey C - 77 Anton Harrison T - 75 Cooper Hodges G - 74 Fred Johnson T - 72 Walker Little T - 65 Patrick Mekari G - 64 Wyatt Milum G - 60 Jonah Monheim C - 70 Cole Van Lanen G - 61 Sal Wormley G Defensive Linemen - 91 Arik Armstead DE - 99 James Carpenter DT - 59 Myles Cole DE - 96 Ethan Downs DE - 95 B.J. Green DE - 52 DaVon Hamilton DT - 41 Josh Hines-Allen DE - 98 Jordan Jefferson DT - 93 Tyler Lacy DT - 67 Eli Mostaert DT - 90 Emmanuel Ogbah DE - 97 Keivie Rose DT - 94 Maason Smith DT - 92 Danny Striggow DE - 44 Travon Walker DE Linebacker - 56 Yasir Abdullah OLB - 50 Branson Combs OLB - 0 Devin Lloyd OLB - 54 Jack Kiser OLB - 53 Jalen McLeod OLB - 51 Ventrell Miller MLB - 48 Chad Muma OLB - 23 Foyesade Oluokun MLB Defensive Back - 21 Christian Braswell CB - 30 Montaric Brown CB - 3 Tyson Campbell CB - 12 Travis Hunter CB/WR - 26 Antonio Johnson SS - 22 Jarrian Jones CB - 25 Rayuan Lane III S - 2 Jourdan Lewis CB - 34 Zech McPhearson CB - 37 Jabbar Muhammad CB - 29 Eric Murray S - 24 Deantre Prince CB - 27 Caleb Ransaw CB - 6 Darnell Savage FS - 32 Cam'Ron Silmon-Craig S - 35 Doneiko Slaughter CB - 20 Daniel Thomas SS - 40 Aydan White CB - 42 Andrew Wingard FS Special Team - 9 Logan Cooke P - 39 Cam Little K - 46 Ross Matiscik LS Roster aggiornato al 3 giugno 2025 86 attivi |
| Legenda - I rookie sono in corsivo. - Il primo ruolo è il principale mentre gli eventuali successivi indicano i ruoli secondari. - (IR) sta per Injured Reserve ed indica la lista ristretta per un solo giocatore infortunato che può tornare ad allenarsi dopo la settimana 6 e a rientrare in prima squadra dopo che questa ha giocato 8 partite. - (NF-Inj.) / (NF-Ill.) stanno rispettivamente per Non-Football Injured e Non-Football Illness ed indicano le liste dove viene inserito un giocatore che ha un infortunio o una malattia non dipendente dal football americano. - (PUP) sta per Physically Unable to Perform ed indica la lista dove viene inserito un giocatore mentre è in attesa di recuperare la condizione fisica. Nella stagione regolare dopo la sesta partita giocata dalla propria squadra, il giocatore ha tempo tre settimane per riprendere ad allenarsi, più tre settimane aggiuntive dal suo rientro agli allenamenti per rientrare in prima squadra. |

## Precampionato
Il 14 maggio 2025 furono annunciate le gare del precampionato.
| Precampionato |           |           |                      |           |        |                   |              |         |
| Settimana     | Data      | Ora (ET)  | Avversario           | Risultato | Record | Stadio            | TV           | Sintesi |
| 1             | 9 agosto  | 7:00 p.m. | Pittsburgh Steelers  | S 25-31   | 0-1    | EverBank Stadium  | Fox 30 (Fox) | Sintesi |
| 2             | 17 agosto | 1:00 p.m. | @ New Orleans Saints | P 17-17   | 0-1-1  | Caesars Superdome | CBS 47 (CBS) | Sintesi |
| 3             | 23 agosto | 7:00 p.m. | @ Miami Dolphins     | -         | -      | Hard Rock Stadium | Fox 30 (Fox) | -       |

## Stagione regolare

### Calendario
Il calendario della stagione regolare fu reso noto il 14 maggio 2025.
| Stagione regolare |                    |                    |                        |                    |                    |                            |                    |                    |
| Settimana         | Data               | Ora (ET)           | Avversario             | Risultato          | Record             | Stadio                     | TV                 | Sintesi            |
| 1                 | 7 settembre        | 1:00 p.m.          | Carolina Panthers      | -                  | -                  | EverBank Stadium           | Fox                | -                  |
| 2                 | 14 settembre       | 1:00 p.m.          | @ Cincinnati Bengals   | -                  | -                  | Paycor Stadium             | CBS                | -                  |
| 3                 | 21 settembre       | 1:00 p.m.          | Houston Texans         | -                  | -                  | EverBank Stadium           | CBS                | -                  |
| 4                 | 28 settembre       | 4:05 p.m.          | @ San Francisco 49ers  | -                  | -                  | Levi's Stadium             | Fox                | -                  |
| 5                 | 6 ottobre          | 8:15 p.m.          | Kansas City Chiefs (M) | -                  | -                  | EverBank Stadium           | ESPN/ABC           | -                  |
| 6                 | 12 ottobre         | 1:00 p.m.          | Seattle Seahawks       | -                  | -                  | EverBank Stadium           | Fox                | -                  |
| 7                 | 19 ottobre         | 9:30 a.m.          | Los Angeles Rams (I)   | -                  | -                  | Wembley Stadium (Londra)   | NFL Network        | -                  |
| 8                 | Settimana di pausa | Settimana di pausa | Settimana di pausa     | Settimana di pausa | Settimana di pausa | Settimana di pausa         | Settimana di pausa | Settimana di pausa |
| 9                 | 2 novembre         | 4:05 p.m.          | @ Las Vegas Raiders    | -                  | -                  | Allegiant Stadium          | Fox                | -                  |
| 10                | 9 novembre         | 1:00 p.m.          | @ Houston Texans       | -                  | -                  | NRG Stadium                | CBS                | -                  |
| 11                | 16 novembre        | 1:00 p.m.          | Los Angeles Chargers   | -                  | -                  | EverBank Stadium           | CBS                | -                  |
| 12                | 23 novembre        | 4:05 p.m.          | @ Arizona Cardinals    | -                  | -                  | State Farm Stadium         | CBS                | -                  |
| 13                | 30 novembre        | 1:00 p.m.          | @ Tennessee Titans     | -                  | -                  | Nissan Stadium             | CBS                | -                  |
| 14                | 7 dicembre         | 1:00 p.m.          | Indianapolis Colts     | -                  | -                  | EverBank Stadium           | CBS                | -                  |
| 15                | 14 dicembre        | 1:00 p.m.          | New York Jets          | -                  | -                  | EverBank Stadium           | CBS                | -                  |
| 16                | 21 dicembre        | 4:05 p.m.          | @ Denver Broncos       | -                  | -                  | Empower Field at Mile High | Fox                | -                  |
| 17                | 28 dicembre        | 1:00 p.m.          | @ Indianapolis Colts   | -                  | -                  | Lucas Oil Stadium          | Fox                | -                  |
| 18                | 3/4 gennaio        | Da def.            | Tennessee Titans       | -                  | -                  | EverBank Stadium           | Da def.            | -                  |

Note:
- Gli avversari della propria division sono in grassetto.
- Il simbolo "@" indica una partita giocata in trasferta.
- (M) indica il Monday Night Football e (I) una partita delle NFL International Series.
- Dall'undicesimo al diciassettesimo turno si adotta una programmazione flessibile: le partite del Sunday Night Football, del Monday Night Football e del Thursday Night Football sono programmate in via provvisoria e sono eventualmente soggette a modifiche.
- Data e orario della gara del diciottesimo turno saranno stabilite dopo lo svolgimento del diciassettesimo turno.